# Slag bij Colachel
De Slag bij Colachel of Slag bij Kulachal werd uitgevochten op 10 augustus 1741, tussen troepen van het voormalige Indiase koninkrijk Travancore en de Nederlandse Vereenigde Oostindische Compagnie (VOC), tijdens de Travancore-oorlog. Het was de eerste grote nederlaag van een Europees leger tegen een Zuid-Aziatisch leger. De VOC vormde vanaf dat moment geen grootschalige koloniale bedreiging meer voor India. Het hielp indirect de Britse Oost-Indische Compagnie om zijn greep op het gebied te versterken.

## Aanloop
Ongeveer alle peper die Nederland uit India importeerde, was afkomstig uit het koninkrijk Kayamkulam. Toen de toenmalige radja van Travancore, Marthanda Varma, erachter kwam dat de radja van Kayamkulam betrokken was bij samenzweringen tegen hem, wilde hij hem doden en Kayamkulam annexeren. Dit bedreigde de handelsbelangen van de VOC. De Nederlanders vreesden dat als de Britten hun peperrechten zouden krijgen, dit het einde zou zijn van het VOC-handelsmonopolie in het gebied. Met dit in gedachten schreef de VOC-gouverneur aan Marthanda Varma dat hij zijn vijandelijkheden tegen Kayamkulam moest staken. Marthanda Varma reageerde door te zeggen dat de Hollanders zich er niet mee moesten bemoeien, omdat het hen niet aanging. De gouverneur bracht daarop een bezoek aan de maharadja en dreigde met oorlog, op basis van de superieure macht die de VOC had. Varma stelde dat als het tot een aanval zou komen hij zich in de bossen in veiligheid zou brengen, en dat hij zelfs een invasie in Europa zou plannen. Het gesprek eindigde dus in onmin, met als besluit de beslissing van de VOC om Travancore aan te vallen.

## De Slag
De slag begon toen een leger van Nederlandse mariniers onder leiding van Eustachius de Lannoy naar Travancore werd gezonden om een handelspost van de radja in te nemen en te bezetten. Dit leger landde met artillerie in Kulachal, toen een kleine maar belangrijke kustplaats, en veroverde terrein tot aan Padmanabhapuram, de toenmalige hoofdstad van Travancore. De aankomst van het leger van de radja dwong de Nederlanders verdedigende posities in te nemen in Kulachal, maar hier werden zij aangevallen en uiteindelijk verslagen door het Travancore Nair leger. Het belangrijkste onderdeel van het leger van de radja was zijn persoonlijke garde, bekend als de Travancore Nair Brigade en lokaal als Nair Pattalam. Deze eenheid werd uiteindelijk opgenomen in het leger van India en draagt momenteel de naam 9e Battalion Madrass Regiment.
Na de nederlaag werd de Nederlandse commandant gedwongen zich aan te sluiten bij het Travancore-leger. Anders zou hij gedood worden. Hij was een van de ongeveer 28 man die gevangengenomen werd tijdens en na de veldslag.
Een overwinningsmonument met details over de oorlog staat nog steeds bij de kust van Colachel. Er bestaan diverse mythes onder het lokale Mukkuvar volk over deze oorlog. Zo wordt er onder andere gesproken over lokale Mukkuvar-vissers die de opdracht kregen zich langs de kust op te stellen met stokken langs de schouder, om van een afstand op soldaten te lijken. Dit om een psychologisch effect te bewerkstelligen op de VOC-marine.
De lokale vissers die rooms-katholiek waren, (bekeerd in de 16e eeuw), werkten tijdens de oorlog nauw samen met de radja, en zijn beschermelingen.

## Gevolgen
Een direct gevolg van de gebeurtenissen in Kulachal was de overname van de zwarte peper handel door de Travancore staat. Deze ontwikkelingen hadden weerslag op de Nederlandse wereldhandel, en zeker die in de directe omgeving. In 1753 tekenden de Nederlanders het Verdrag van Mavelikkara met de radja, waarin zij vaststelden zich niet meer te bemoeien met de uitbreidingspolitiek van Travancore. In ruil zou de VOC wapens en munitie verhandelen met de staat. Dit markeerde het begin van het einde van de invloed van de VOC in India. De VOC zette zijn handel in specerijen en suiker in Kerala voort tot in 1795, tot het moment dat de Britse overname van het koninkrijk Kochi definitief het einde betekende van de Nederlandse aanwezigheid in India.
Kapitein De Lannoy die bij de radja in dienst moest treden, werd gepromoveerd tot luitenant-admiraal. Hij moderniseerde het Travancore-leger met de introductie van vuurwapens en artillerie. Er werd hem een fort toegewezen dat nu zijn naam draagt.

## Bron
- Vertaling van de Engelse Wikipedia

Slag bij Bantam · Slag bij Colachel · Zeeslag bij de baai van Liaoluo · Slag om de Perzische Golf · Slag bij Cape Rachardo · Slag om Fort Zeelandia